# Seznam kulturních památek v Čechticích
Tento seznam nemovitých kulturních památek v městysi Čechtice v okrese Benešov vychází z  Ústředního seznamu kulturních památek ČR, který na základě zákona č. 20/1987 Sb., o státní památkové péči, vede Národní památkový ústav jako ústřední organizace státní památkové péče. Údaje jsou průběžně upřesňovány, přesto mohou obsahovat i řadu věcných a formálních chyb a nepřesností či být neaktuální. 
Pokud byly některé části dotčeného území vyčleněny do samostatných seznamů, měly by být odkazy na tyto dílčí seznamy uvedeny v úvodu tohoto seznamu nebo v úvodu příslušné sekce seznamu.

## Čechtice
|  | Kategorie „Town hall in Čechtice “ na Wikimedia Commons | Hledat fotografie a kategorie ve Wikimedia Commons podle rejstříkového čísla památky | Nahrát snímek k tomuto tématu do úložiště Wikimedia Commons |  |

|  | Kategorie „Church of Saint James the Greater (Čechtice) “ na Wikimedia Commons | Hledat fotografie a kategorie ve Wikimedia Commons podle rejstříkového čísla památky | Nahrát snímek k tomuto tématu do úložiště Wikimedia Commons |  |

|  | Kategorie „Statue of Saint John of Nepomuk in Čechtice “ na Wikimedia Commons | Hledat fotografie a kategorie ve Wikimedia Commons podle rejstříkového čísla památky | Nahrát snímek k tomuto tématu do úložiště Wikimedia Commons |  |

|  | Kategorie „Rectory in Čechtice “ na Wikimedia Commons | Hledat fotografie a kategorie ve Wikimedia Commons podle rejstříkového čísla památky | Nahrát snímek k tomuto tématu do úložiště Wikimedia Commons |  |

|  | Kategorie „Čechtice Castle “ na Wikimedia Commons | Hledat fotografie a kategorie ve Wikimedia Commons podle rejstříkového čísla památky | Nahrát snímek k tomuto tématu do úložiště Wikimedia Commons |  |

## Jeníkov
| Památka                           | Fotografie                                                            | Rejstříkové číslo v ÚSKP                                                             | Sídelní útvar                                               | Poloha                                | Popis a poznámky                                                   |
| --------------------------------- | --------------------------------------------------------------------- | ------------------------------------------------------------------------------------ | ----------------------------------------------------------- | ------------------------------------- | ------------------------------------------------------------------ |
| Kostel svaté Kateřiny (Q37318195) | \| \| \| \| \| \|                                                     | 34498/2-67 Pam. katalog MIS                                                          | Jeníkov                                                     | 49°37′45,74″ s. š., 15°0′16,38″ v. d. | Kostel sv. Kateřiny · Zapsáno do státního seznamu před rokem 1988. |
|                                   | Kategorie „Church of Saint Catherine (Jeníkov) “ na Wikimedia Commons | Hledat fotografie a kategorie ve Wikimedia Commons podle rejstříkového čísla památky | Nahrát snímek k tomuto tématu do úložiště Wikimedia Commons |                                       |                                                                    |

## Zhoř
| Památka                                   | Fotografie                                                                                     | Rejstříkové číslo v ÚSKP                                                             | Sídelní útvar                                               | Poloha                                      | Popis a poznámky                                                         |
| ----------------------------------------- | ---------------------------------------------------------------------------------------------- | ------------------------------------------------------------------------------------ | ----------------------------------------------------------- | ------------------------------------------- | ------------------------------------------------------------------------ |
| Kostel Povýšení svatého Kříže (Q38227932) | \| \| \| \| \| \|                                                                              | 24260/2-132 Pam. katalog MIS                                                         | Zhoř                                                        | náves 49°36′58,58″ s. š., 14°59′29,2″ v. d. | Kostel Povýšení sv. Kříže · Zapsáno do státního seznamu před rokem 1988. |
|                                           | Kategorie „Church of the Assumption of the Virgin Mary (Zhoř, Čechtice) “ na Wikimedia Commons | Hledat fotografie a kategorie ve Wikimedia Commons podle rejstříkového čísla památky | Nahrát snímek k tomuto tématu do úložiště Wikimedia Commons |                                             |                                                                          |

## Růžkovy Lhotice
| Památka                           | Fotografie                                               | Rejstříkové číslo v ÚSKP                                                             | Sídelní útvar                                               | Poloha                                                 | Popis a poznámky                                     |
| --------------------------------- | -------------------------------------------------------- | ------------------------------------------------------------------------------------ | ----------------------------------------------------------- | ------------------------------------------------------ | ---------------------------------------------------- |
| Zámek Růžkovy Lhotice (Q12050620) | \| \| \| \| \| \|                                        | 30745/2-21 Pam. katalog MIS                                                          | Růžkovy Lhotice                                             | Růžkovy Lhotice 1 49°36′22,06″ s. š., 15°4′17,6″ v. d. | Zámek · Zapsáno do státního seznamu před rokem 1988. |
|                                   | Kategorie „Růžkovy Lhotice Castle “ na Wikimedia Commons | Hledat fotografie a kategorie ve Wikimedia Commons podle rejstříkového čísla památky | Nahrát snímek k tomuto tématu do úložiště Wikimedia Commons |                                                        |                                                      |